# Don't!
Don't! è un singolo della cantante canadese Shania Twain, pubblicato nel 2005 ed estratto dall'album Greatest Hits.

## Tracce
- CD (UK)

1. Don't - 3:53
2. I'm Gonna Getcha Good! (Live) - 4:23
3. From This Moment On (Live) - 4:07
4. Enhanced: Don't - Music Video

## Video
Il videoclip della canzone è stato girato in Messico nello Stato di Oaxaca ed è stato diretto da Wayne Isham.